# Orobanche pancicii
Orobanche pancicii ist eine Pflanzenart aus der Gattung der Sommerwurzen (Orobanche) in der Familie der Sommerwurzgewächse (Orobanchaceae).

## Beschreibung
Orobanche pancicii ist eine parasitisch lebende Pflanze, deren Stängel (selten nur 15) 35 bis 50 cm hoch und 0,5 bis 0,7 cm breit werden. An der Basis sind sie etwas angeschwollen und sind drüsig behaart und gelblich oder seltener auch purpurn gefärbt. Die Laubblätter stehen im unteren Teil der Pflanze dicht, weiter oben spärlicher. Sie sind bis zu 30 mm lang und lanzettlich.
Die Blütenstände sind 6 bis 15 cm hoch und 3 bis 4 cm breit, meist dicht gebaut und dicht drüsenhaarig besetzt. Die Tragblätter sind etwa so lang wie die Krone und lanzettlich. Der Kelch ist 9 bis 14 mm lang, die Kelchblätter stehen frei oder sind leicht verwachsen und meist zweigezahnt. Die Krone ist 15 bis 28 mm lang, drüsenhaarig besetzt, abstehend-aufrecht, breit zylindrisch-glockenförmig und leicht gebogen. Die Färbung der Krone ist blass gelb oder weißlich, außen sind sie lila überhaucht. Die Oberlippe ist gebuchtet oder schwach zweilappig, der mittlere Lappen der Unterlippe ist größer als die beiden äußeren, die Unterlippe ist mehr oder weniger drüsig bewimpert. Die Staubfäden sind meist behaart und setzen etwa 2 bis 3 mm über der Kronbasis an. Die Staubbeutel sind nahezu unbehaart. Die Narbe ist gelb.
Die Frucht ist eine Kapsel mit einer Länge von 9 bis 14 mm.

## Vorkommen und Standorte
Die Art kommt in Bulgarien, in Slowenien, Montenegro, Bosnien-Herzegowina, im Norden Albaniens, in Griechenland und in Österreich vor. Sie parasitiert auf Arten der Kardengewächse (Dipsacaceae).